# Фламенка
Фламенка (фр. Flamenca) — старопровансальская новелла неизвестного автора, написанная около 1234 года; один из великих образцов куртуазного романа. Единственная рукопись новеллы, состоящая из 8087 стихов на окситанском языке, с оторванными началом и концом (где могло быть имя автора), находится в библиотеке Каркассоны.
Считается образцом поэзии и романистики высокого средневековья. В СССР этот роман в стихах издавался в 1983 году на русском языке в издательстве «Наука», перевод А. Г. Наймана. 

## Краткое содержание
Фламенка, дочь графа Немурского, замужем за Арчимбаутом Бурбонским, из ревности не пускающим жену никуда, за исключением церкви при замке, куда она ходит каждое воскресенье. Влюблённый в неё красавец рыцарь граф Гильем Неверский переодевается клириком и, сопровождая священника во время целования мощей, успевает шепнуть даме: «Увы!» В следующее воскресенье Фламенка во время этого же обряда спрашивает его: «В чем боль?» Таким образом они ведут разговор во время воскресных служб и служб церковных праздников на протяжении нескольких месяцев  и, наконец, успевают сговориться и условиться насчет свидания.
Таким образом, сюжет этой новеллы однороден с сюжетами многих фаблио и итальянских новелл, посвященных развитию мысли о невозможности победить коварство женщины. В этой новелле много любопытных подробностей о нравах и быте рыцарства в эпоху XIII века. Издатель новеллы П. Мейер видел в ней влияние французской поэзии.

## Публикация на русском языке
- Фламенка / Издание подготовил А. Г. Найман (перевод, статья, примечания); ответственный редактор Г. В. Степанов. — М. : Наука, 1984. — 320 с. — (Литературные памятники). — 100 000 экз.